# Sint-Martinuskerk (Gaanderen)
De Sint-Martinuskerk is een van de twee rooms-katholieke kerken in het dorp Gaanderen in de Nederlandse provincie Gelderland. De kerk en de gelijknamige parochie danken hun naam aan Martinus van Tours, ook wel Sint-Maarten genoemd.

## Geschiedenis
De huidige kerk werd gebouwd ter vervanging van een waterstaatskerk uit 1854, die 324 zitplaatsen bevatte. Voor 1868 was de kerk ondergebracht in de parochie van Terborg, maar in 1868 werd de kerk verheven tot parochiekerk onder de naam Sint Martinus. Een jaar later, in 1869, liet de eerste pastoor, J. Th. Luijckx, de pastorie bouwen. In 1893-1894 werd aan de kerk een toren toegevoegd, voorzien van een uurwerk en klokken. Deze toren werd ontworpen door Gerard te Riele.
In het begin van de vorige eeuw nam het aantal parochianen sterk toe, zodat er behoefte was aan een grotere kerk. Er werd een nieuwe kerk gebouwd tegen de bestaande toren. Deze neogotische kerk, een ontwerp van H. Hoogenkamp, werd in 1914 ingewijd. De kerk telde destijds 670 plaatsen. Door latere herinrichting van de kerk zijn er 552 plaatsen overgebleven.
In 1925 werden de drie gebrandschilderde ramen voor in het priesterkoor aangebracht en werd de tegelvloer vervangen door de terrazzovloer van Monasso.
Door een aanhoudende groei van het aantal parochianen werd besloten om een nieuwe parochie op te richten. Zo ontstond in 1952 de Sint-Augustinus parochie.